# Connaissance disciplinaire
La connaissance disciplinaire est la connaissance d'une discipline ou d'un domaine spécifique, en contraste avec la culture générale. Le terme est souvent utilisé en référence à une discipline plus générale—par exemple, pour décrire un ingénieur logiciel qui possède une connaissance générale de la programmation informatique ainsi qu'une connaissance spécialisée du domaine liée au développement de programmes pour une industrie particulière. Les personnes ayant des connaissances spécialisées sont souvent considérées comme des spécialistes ou experts dans leur domaine.

## Capture des connaissances
En génie logiciel, la connaissance spécialisée désigne la connaissance de l'environnement dans lequel le système cible opère, par exemple, les agents logiciels. La connaissance spécialisée doit généralement être apprise auprès des utilisateurs du logiciel dans le domaine (en tant que spécialistes/experts du domaine), plutôt qu'auprès des développeurs de logiciels. Elle peut inclure les flux de travail des utilisateurs, les pipelines de données, les politiques commerciales, les configurations et les contraintes, et elle est cruciale dans le développement d'une application logicielle. La connaissance experte du domaine (souvent informelle et mal structurée) est transformée en programmes informatiques et en données actives, par exemple dans un ensemble de règles dans des bases de connaissances, par des ingénieur en connaissances.
La communication entre les utilisateurs finaux et les développeurs de logiciels est souvent difficile. Ils doivent trouver un langage commun pour communiquer. Le développement d'un vocabulaire partagé suffisant pour communiquer peut souvent prendre un certain temps.
La même connaissance peut être incluse dans différentes connaissances spécialisées. La connaissance qui peut être applicable dans plusieurs domaines est appelée connaissance indépendante du domaine, par exemple logique et les mathématiques. Les opérations sur la connaissance spécialisée sont réalisées par le métaconnaissance.